# Ninja Kiwi
Ninja Kiwi er et spilfirma bag spillene Bloons Tower Defense, Bloons og SAS: Zombie assault. De har udgivet spil på platformene; Ios, Android, Adobe Flash, Playstation Portable, Nintendo DS og Steam.

## Historie
Ninja Kiwi blev grundlagt i Auckland, New Zealand i 2006. Det blev startet af Chris Harris og Stephen Harris. Deres første spil hed Cash Sprint og var et Adobe Flash spil. Siden da har de lavet over 60 spil.

## Bloons Tower Defense
De mest kendte spil fra Ninja kiwi er nok Bloons Tower Defense serien, også kendt som Bloons TD. Spillene er tower defense spil hvor du sætter aber ned som skal skyde balloner som prøver at komme igennem banen du har valgt. Der er mange forskellige aber og opgraderinger til dem.
| Navn                   | Udgivelses år | Platforme                                                           |
| ---------------------- | ------------- | ------------------------------------------------------------------- |
| Bloons Tower Defense   | 2007          | Adobe Flash                                                         |
| Bloons Tower Defense 2 | 2008          | Adobe Flash                                                         |
| Bloons Tower Defense 3 | 2009          | Adobe Flash,                                                        |
| Bloons Tower Defense 4 | 2009          | Adobe Flash, IOS                                                    |
| Bloons Tower Defense 5 | 2011          | Adobe Flash, IOS, Android, Steam, Microsoft Windows, Playstation 4, |
| Bloons TD Battles      | 2012          | IOS, Android, Steam, Microsoft Windows, Mac OS                      |
| Bloons Monkey City     | 2014          | IOS, Android, Steam, Windows Microsoft                              |
| Bloons Tower Defense 6 | 2018          | IOS, Android, Steam, Xbox, Microsoft Windows                        |

 Der er for få eller ingen kildehenvisninger i denne artikel, hvilket er et problem. Du kan hjælpe ved at angive troværdige kilder til de påstande, som fremføres i artiklen.